# Jeremy Linn

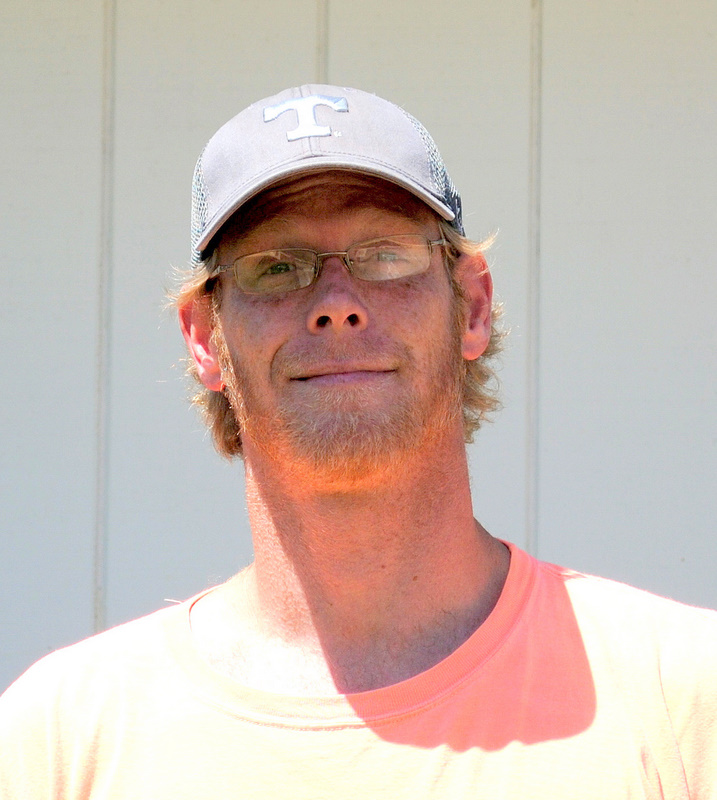
Jeremy Linn (2011)

Jeremy Porter Linn (* 6. Januar 1975 in Harrisburg, Pennsylvania) ist ein ehemaliger Schwimmer aus den Vereinigten Staaten, der 1996 Olympiasieger mit der 4-mal-100-Meter-Lagenstaffel und Olympiazweiter im 100-Meter-Brustschwimmen war.

## Karriere
Der 1,95 m große Jeremy Linn schwamm 1995 bei den Pan Pacific Swimming Championships auf den vierten Platz über 100 Meter Brust und auf den neunten Platz über 200 Meter Brust. Bei den Olympischen Spielen 1996 in Atlanta erreichte er das Finale über 100 Meter Brust mit der zweitschnellsten Zeit nach dem Belgier Frederik Deburghgraeve. Während Deburghgraeve im Vorlauf noch fast eine Sekunde schneller war, schlug er im Finale nur 0,12 Sekunden vor Linn an, der seinerseits eine halbe Sekunde Vorsprung auf den drittplatzierten Deutschen Mark Warnecke hatte. In der Lagenstaffel qualifizierten sich Tripp Schwenk, Kurt Grote, John Hargis und Josh Davis mit der schnellsten Zeit für das Finale. Im Finale schwammen dann Jeff Rouse, Jeremy Linn, Mark Henderson und Gary Hall junior zur Goldmedaille in Weltrekordzeit. Der Weltrekord wurde erst vier Jahre später unterboten.
1997 gewann Linn die Bronzemedaille über 100 Meter Brust bei den Pan Pacific Swimming Championships. Im Jahr darauf bei den Schwimmweltmeisterschaften 1998 in Perth belegte Linn den 16. Platz über 100 Meter Brust. Die Lagenstaffel aus den Vereinigten Staaten belegte hinter den Australiern den zweiten Platz. Linn war hier nur im Vorlauf geschwommen, im Finale startete Kurt Grote.
Jeremy Linn schwamm für die University of Tennessee und war viermal Collegemeister der Vereinigten Staaten. Nach seiner aktiven Laufbahn war er Schwimmtrainer bei Vereinen der Ostküste.